# Dolichopus albivestitarsis
Dolichopus albivestitarsis är en tvåvingeart som beskrevs av Robinson 1964. Dolichopus albivestitarsis ingår i släktet Dolichopus och familjen styltflugor.
Artens utbredningsområde är North Carolina. Inga underarter finns listade i Catalogue of Life.